# Isshokenmei
Der Begriff Isshokenmei (japanisch 一所懸命; etwas mit dem Leben verteidigen) hängt mit dem Samurai-Ethos (Bushidō) zusammen und steht dafür, dass man etwas mit dem eigenen Leben verteidigt. Zu Samurai-Zeiten mag das noch wörtlich gemeint gewesen sein, die inflationäre Benutzung des Begriffs hat ihn ein bisschen abgeflacht und ist heute mehr dramatische Übertreibung als alles andere. Man hört jedoch sehr häufig von Japanern, dass sie sich isshokenmei für etwas einsetzen.
Der Begriff steht auch für ein Stück Land oder Boden, das mit dem Leben verteidigt wird (一所懸命の土地, Isshokenmei no tochi). Im japanischen Mittelalter trachtete insbesondere die Schicht der Land besitzenden Feudalklasse danach, urbar gemachtes Land an die Nachkommen weiterzugeben. Insbesondere Samurai, die zunächst keinen festen Wohnsitz besaßen, stellten eine Bedrohung solch urbar gemachter Ländereien dar. Aus diesem Grund musste daher häufig Land unter Gefahr für das eigene Leben verteidigt werden. Solcherart verteidigtes Land konnte nach koreanischem Vorbild und gemäß dem Ritsuryō-System in einem Register (本貫, Bongan) erfasst und gesichert werden.